# Korg
Корг је јапански произвођач електронских музичких инструмената. Фирма је 1962. основана од Кутом Катоа и Тадаши Осанаиа а најзначајнији продукт је био секвенцер „Корг М1“ који се производио у годинама 1988–1994. Било је продано 250. 000 комада тога модела. где иде о најпродаванији синтисајзер уопште. Осим тога фирма производи многе друге моделе. Такође, због озбиљних тржишних таласања, Корг је у неколико наврата продавао своје деонице па је 2014. године корпорација Јамаха музички инструменти постала већински власник оделења за производњу имструмената са диркама. У свету великих корпорација промена већинског власништва над одређеним брендом или само неких одсека је сасвим нормална и дешава се да до промене власника дође и више пута у кратком временском периоду. За сада је ситуација у корист Јамахе што показује и план избацивања нових модела на тржиште.